# Chessy-les-Prés
Pour les articles homonymes, voir Chessy.
Chessy-les-Prés est une commune française, située dans le département de l'Aube en région Grand Est.

## Géographie
| Ervy-le-Châtel           |                         | Davrey           |
| Courtaoult Les Croûtes   | Chessy-les-Prés         | Vanlay           |
| Flogny-la-Chapelle Yonne | Marolles-sous-Lignières | Bernon Lignières |

Cette commune fait partie de la Champagne humide, dotée de prairies et de zones humides, c'est une région d'élevage.

### Hydrographie

#### Réseau hydrographique
La commune est dans la région hydrographique « la Seine de sa source au confluent de l'Oise (exclu) » au sein du bassin Seine-Normandie. Elle est drainée par l'Armance, le ru de Bernon, le ru de Lignières, un bras du Bernon, un bras Gardon, le canal 01 de la commune de Chessy-les-Prés, le canal 01 de la Couarde, le canal 01 de la Prairie du Parc, le canal 01 des Closeaux, le canal 01 des Corvées, le canal 01 des Gouttes, le canal 01 des Quatre Vents, le canal 01 du Champ de la Motte, le canal 01 du Champ des Pommiers, le cours d'eau 01 du Moulin Baillot, le Fossé 01 de Grand-Champ, le Fossé 01 de Mézières, le Fossé 01 des Courus, le Fossé 02 de Mézières, le ru de la Mandrille, le ru de l'Étang de Vanlay, le ru des Courus, le ru le Ruisseau et divers autres petits cours d'eau,.
L'Armance, d'une longueur de 48 km, prend sa source dans la commune de Chaource et se jette  dans l'Armançon à Saint-Florentin, après avoir traversé 19 communes.
Le Ru de Bernon, d'une longueur de 22 km, prend sa source dans la commune de Chesley et se jette  dans l'Armance sur la commune, après avoir traversé cinq communes.

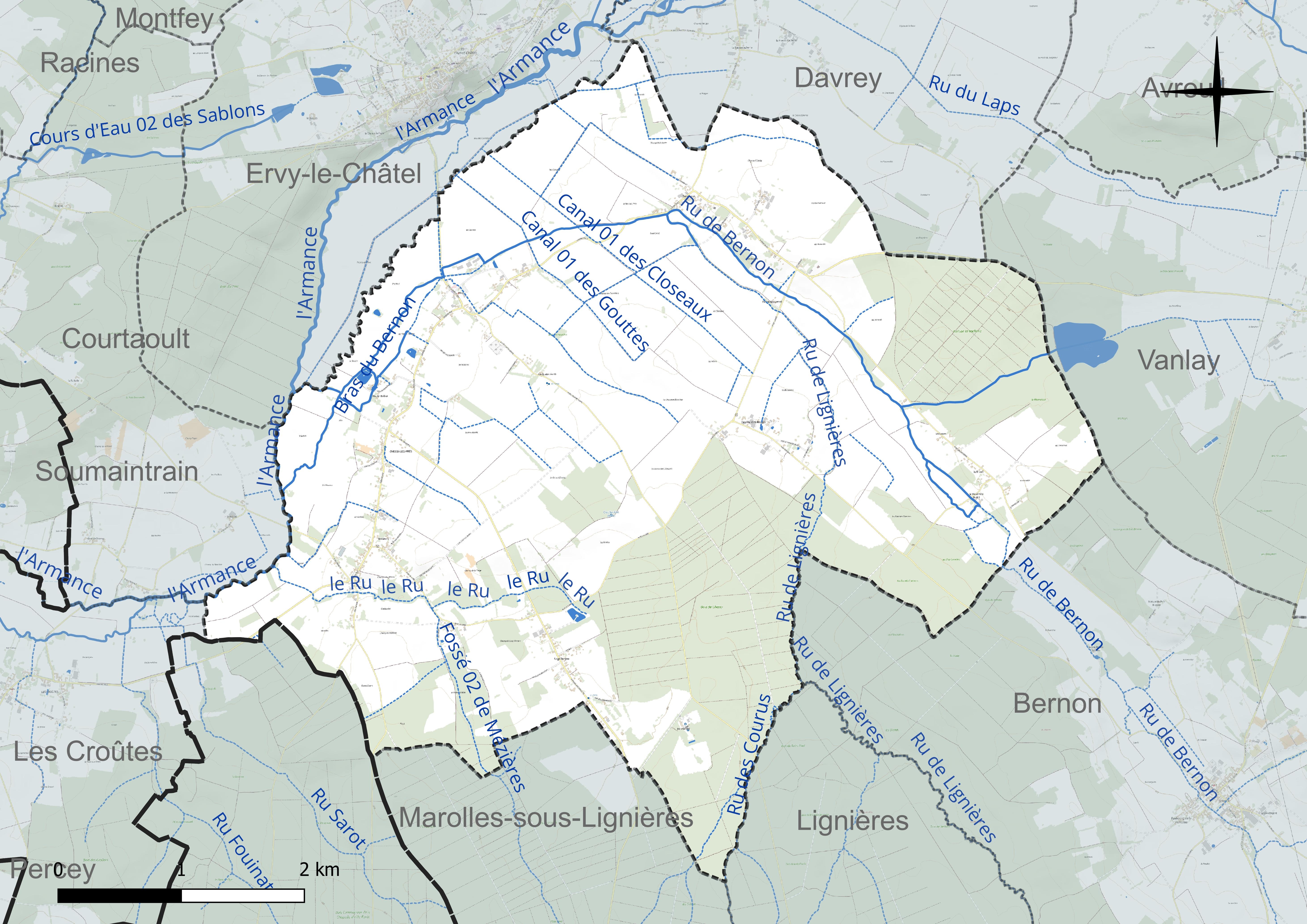
Réseau hydrographique de Chessy-les-Prés.

#### Gestion et qualité des eaux
Le territoire communal est couvert par le schéma d'aménagement et de gestion des eaux (SAGE) « Armançon ». Ce document de planification concerne le territoire du bassin versant de l'Armançon qui s’étend sur 3 100 km2 et se répartit sur trois départements (l'Aube, l'Yonne et la Côte-d'Or). Il a été approuvé le 6 mai 2013. La structure porteuse de l'élaboration et de la mise en œuvre est le syndicat mixte du bassin versant de l'Armançon (SMBVA).
La qualité des cours d’eau peut être consultée sur un site dédié géré par les agences de l’eau et l’Agence française pour la biodiversité.

### Climat
Pour des articles plus généraux, voir Climat du Grand Est et Climat de l'Aube.
En 2010, le climat de la commune est de type climat océanique dégradé des plaines du Centre et du Nord, selon une étude du Centre national de la recherche scientifique s'appuyant sur une série de données couvrant la période 1971-2000. En 2020, Météo-France publie une typologie des climats de la France métropolitaine dans laquelle la commune est exposée à un climat océanique altéré et est dans la région climatique Lorraine, plateau de Langres, Morvan, caractérisée par un hiver rude (1,5 °C), des vents modérés et des brouillards fréquents en automne et hiver.
Pour la période 1971-2000, la température annuelle moyenne est de 10,9 °C, avec une amplitude thermique annuelle de 15,7 °C. Le cumul annuel moyen de précipitations est de 712 mm, avec 11,8 jours de précipitations en janvier et 7,7 jours en juillet. Pour la période 1991-2020, la température moyenne annuelle observée sur la station météorologique installée sur la commune est de 11,2 °C et le cumul annuel moyen de précipitations est de 756,5 mm. 
La température maximale relevée sur cette station est de 41,4 °C, atteinte le 25 juillet 2019 ; la température minimale est de −22,2 °C, atteinte le 2 janvier 1997,,.
| Mois                                  | jan.             | fév.             | mars           | avril         | mai           | juin           | jui.          | août          | sep.          | oct.            | nov.             | déc.           | année      |
| ------------------------------------- | ---------------- | ---------------- | -------------- | ------------- | ------------- | -------------- | ------------- | ------------- | ------------- | --------------- | ---------------- | -------------- | ---------- |
| Température minimale moyenne (°C)     | 0,5              | 0,2              | 2              | 3,8           | 7,8           | 11,2           | 12,9          | 12,6          | 9,2           | 6,8             | 3,4              | 1,2            | 6          |
| Température moyenne (°C)              | 3,7              | 4,3              | 7,3            | 10,1          | 14            | 17,4           | 19,6          | 19,3          | 15,4          | 11,7            | 7                | 4,3            | 11,2       |
| Température maximale moyenne (°C)     | 6,8              | 8,3              | 12,6           | 16,3          | 20,1          | 23,7           | 26,3          | 26,1          | 21,7          | 16,6            | 10,7             | 7,4            | 16,4       |
| Record de froid (°C) date du record   | −22,2 02.01.1997 | −14,7 07.02.1991 | −13,9 01.03.05 | −6,5 08.04.03 | −1,6 03.05.21 | 1,1 05.06.1991 | 4,9 03.07.11  | 3 30.08.1998  | −0,7 25.09.02 | −6,2 31.10.1997 | −10,7 23.11.1993 | −17,4 20.12.09 | −22,2 1997 |
| Record de chaleur (°C) date du record | 17,3 06.01.1999  | 21,5 24.02.21    | 26,9 31.03.21  | 28,7 30.04.05 | 32,9 28.05.17 | 38,7 26.06.19  | 41,4 25.07.19 | 40,4 12.08.03 | 35,9 14.09.20 | 30,4 02.10.23   | 24,3 07.11.15    | 19 17.12.15    | 41,4 2019  |
| Précipitations (mm)                   | 63,7             | 58,8             | 57,7           | 58,3          | 67,5          | 57             | 56,8          | 57,8          | 58,6          | 74,4            | 70,5             | 75,4           | 756,5      |

| Diagramme climatique                                  |            |           |             |             |            |              |              |             |             |             |            |
| J                                                     | F          | M         | A           | M           | J          | J            | A            | S           | O           | N           | D          |
| 6,80,563,7                                            | 8,30,258,8 | 12,6257,7 | 16,33,858,3 | 20,17,867,5 | 23,711,257 | 26,312,956,8 | 26,112,657,8 | 21,79,258,6 | 16,66,874,4 | 10,73,470,5 | 7,41,275,4 |
| Moyennes : • Temp. maxi et mini °C • Précipitation mm |            |           |             |             |            |              |              |             |             |             |            |

Les paramètres climatiques de la commune ont été estimés pour le milieu du siècle (2041-2070) selon différents scénarios d'émission de gaz à effet de serre à partir des nouvelles projections climatiques de référence DRIAS-2020. Ils sont consultables sur un site dédié publié par Météo-France en novembre 2022.

## Urbanisme

### Typologie
Au 1er janvier 2024, Chessy-les-Prés est catégorisée commune rurale à habitat dispersé, selon la nouvelle grille communale de densité à 7 niveaux définie par l'Insee en 2022.
Elle est située hors unité urbaine et hors attraction des villes,.

### Occupation des sols
L'occupation des sols de la commune, telle qu'elle ressort de la base de données européenne d’occupation biophysique des sols Corine Land Cover (CLC), est marquée par l'importance des territoires agricoles (71,1 % en 2018), une proportion identique à celle de 1990 (71,1 %). La répartition détaillée en 2018 est la suivante : 
terres arables (41,1 %), forêts (28,9 %), prairies (21,1 %), zones agricoles hétérogènes (8,9 %). L'évolution de l’occupation des sols de la commune et de ses infrastructures peut être observée sur les différentes représentations cartographiques du territoire : la carte de Cassini (XVIIIe siècle), la carte d'état-major (1820-1866) et les cartes ou photos aériennes de l'IGN pour la période actuelle (1950 à aujourd'hui).

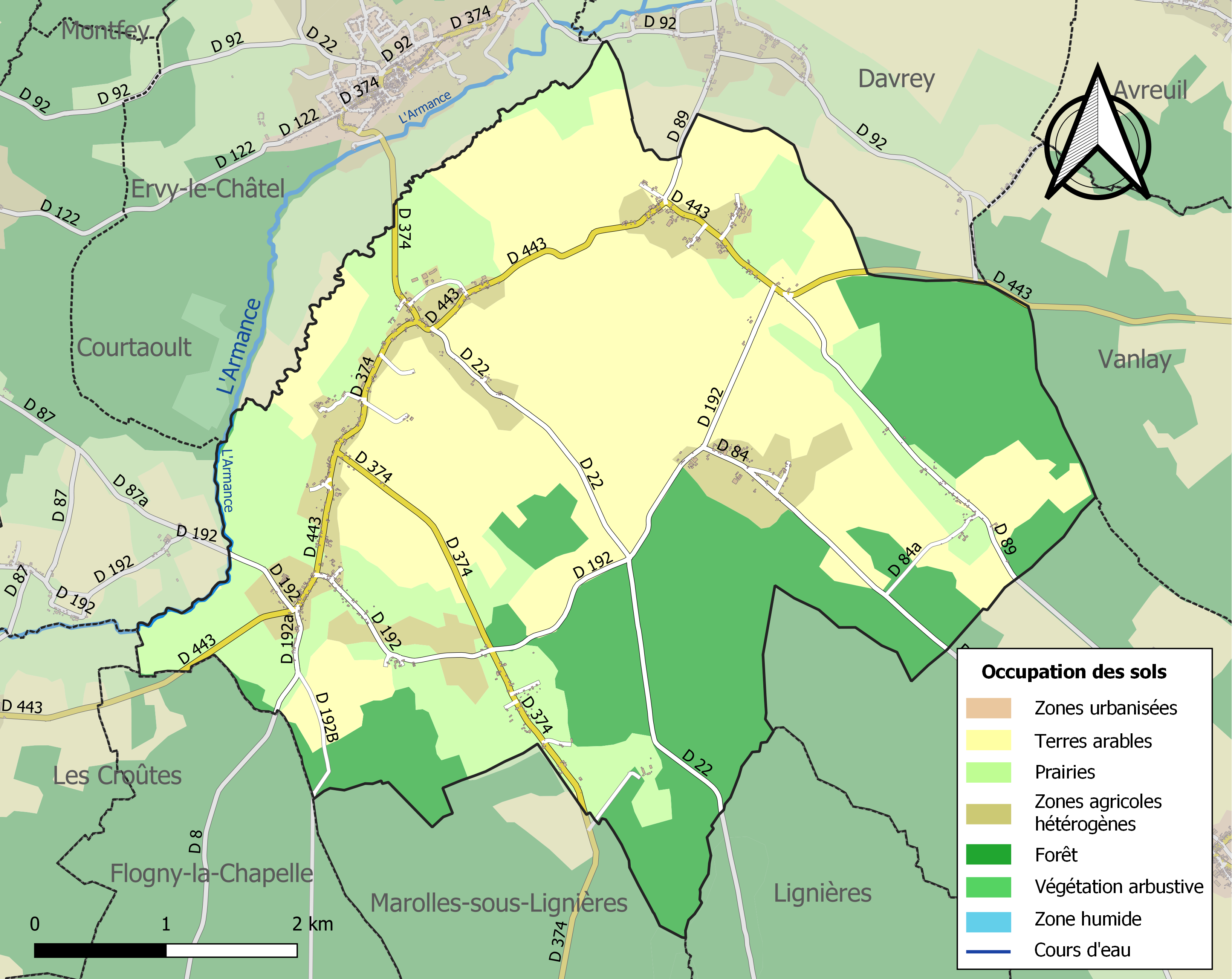
Carte des infrastructures et de l'occupation des sols de la commune en 2018 (CLC).

## Politique et administration
| Période                                  | Période  | Identité           | Étiquette | Qualité |
| ---------------------------------------- | -------- | ------------------ | --------- | ------- |
| 2014                                     | mai 2020 | Michelle Lhuillier |           |         |
| mai 2020                                 | En cours | Christian De Bruin |           |         |
| Les données manquantes sont à compléter. |          |                    |           |         |

## Démographie
L'évolution du nombre d'habitants est connue à travers les recensements de la population effectués dans la commune depuis 1793. Pour les communes de moins de 10 000 habitants, une enquête de recensement portant sur toute la population est réalisée tous les cinq ans, les populations de référence des années intermédiaires étant quant à elles estimées par interpolation ou extrapolation. Pour la commune, le premier recensement exhaustif entrant dans le cadre du nouveau dispositif a été réalisé en 2005.

En 2022, la commune comptait 534 habitants, en évolution de +5,53 % par rapport à 2016 (Aube : +0,7 %, France hors Mayotte : +2,11 %).
| 1793 | 1800  | 1806  | 1821  | 1831  | 1836  | 1841  | 1846  | 1851  |
| ---- | ----- | ----- | ----- | ----- | ----- | ----- | ----- | ----- |
| 978  | 1 144 | 1 110 | 1 210 | 1 212 | 1 237 | 1 297 | 1 297 | 1 315 |

| 1856  | 1861  | 1866  | 1872  | 1876  | 1881  | 1886  | 1891  | 1896 |
| ----- | ----- | ----- | ----- | ----- | ----- | ----- | ----- | ---- |
| 1 258 | 1 222 | 1 272 | 1 215 | 1 126 | 1 090 | 1 039 | 1 025 | 995  |

| 1901 | 1906 | 1911 | 1921 | 1926 | 1931 | 1936 | 1946 | 1954 |
| ---- | ---- | ---- | ---- | ---- | ---- | ---- | ---- | ---- |
| 892  | 880  | 785  | 686  | 652  | 588  | 591  | 643  | 612  |

| 1962 | 1968 | 1975 | 1982 | 1990 | 1999 | 2005 | 2006 | 2010 |
| ---- | ---- | ---- | ---- | ---- | ---- | ---- | ---- | ---- |
| 570  | 497  | 481  | 476  | 509  | 504  | 533  | 527  | 527  |

| 2015 | 2020 | 2022 | - | - | - | - | - | - |
| ---- | ---- | ---- | - | - | - | - | - | - |
| 511  | 527  | 534  | - | - | - | - | - | - |

## Culture locale et patrimoine

### Lieux et monuments
- L'église Notre-Dame-de-l'Assomption de Chessy-les-Prés.
- La chapelle Sainte Marguerite au hameau de Maizières[22].
- Chapelle de Bois-Gérard de Loge-Borgne.
- Chapelle de Survannes.
- Chapelle Saint-Antoine du Breuil.
- Chapelle de Chessy-les-Prés.
- La ferme Maillot (ferme modèle du département ) ; cette ferme est visitable.

### Personnalités liées à la commune
- Michel Berthier (1676-1731) maître-charron, né à Chessy-les-Prés, père de Jean-Baptiste Berthier, ingénieur-géographe du Roi. Le petit-fils de Michel Berthier est le maréchal de France Louis-Alexandre Berthier, prince de Neuchâtel et de Wagram.
- René Prestat sculpteur né en 1934 à Chessy-les-Prés, décédé en 2020 lors d’un accident de la route